# John Fox (militaire)
Pour les articles homonymes, voir John Fox et Fox.
John Robert Fox (Cincinnati, 8 mai 1915 - Sommocolonia, 26 décembre 1944) est un officier américain de l'United States Army qui fut tué au combat après avoir délibérément réclamé un tir d'artillerie sur sa propre position afin d'empêcher une attaque allemande de percer sa ligne. En 1997, il a été décoré à titre posthume de la Medal of Honor pour avoir volontairement sacrifié sa vie.

## Biographie

### Seconde guerre mondiale
John Robert Fox naît le 8 mai 1915 à Cincinnati dans l'Ohio. Après avoir effectué des études supérieures à l'université de Wilberforce, il s'engage dans le Reserve Officers Training Corps puis est intégré à l'armée d'active en 1940 avec le grade de second lieutenant. Affecté à la 92e division d'infanterie constituée de soldats afro-américains, il sert un temps au 598e bataillon d'artillerie de campagne avant de passer au 366e régiment d'infanterie.
En décembre 1944, la division participe à la campagne d'Italie. Prenant d'assaut des positions de la ligne gothique, l'unité s'installe dans le secteur du hameau de Sommocolonia, dans la commune de Barga. La nuit de Noël, une offensive allemande parvient à reprendre une grande partie du village. Inférieures en nombre, les troupes américaines doivent se replier mais le lieutenant Fox et quelques-uns de ses hommes restent volontairement dans une maison en ruine afin de diriger les feux de l'artillerie. Au fur et à mesure de l'avancée ennemie, il commande des tirs se rapprochant de plus en plus de sa position. Les troupes allemandes ne rompant pas le combat et bien conscient que le prochain tir risquait de le toucher, John Fox demande un tir sur sa propre position. Les tirs répétés de l'artillerie américaine réalisés grâce au guidage de Fox ont ralenti l'avancée allemande et permis aux troupes de se réorganiser et de lancer une contre-offensive. Lorsque les Américains parviennent à se ré-emparer du village, ils découvrent le corps de John R. Fox à proximité de ceux d'une centaine d'Allemands. Rapatrié aux États-Unis, il est inhumé au Colebrook Cemetery de la ville de Whitman dans le Massachusetts.

### Après-guerre
Dans le contexte de la ségrégation raciale fortement ancrée aux États-Unis, la mémoire de John R. Fox, comme celle de bon nombre de ses homologues afro-américains ayant combattu lors des deux guerres mondiales, tarde à être reconnue. Ce n'est qu'en 1982 qu'il se voit décerner la Distinguished Service Cross à titre posthume. Dans les années 1990, de nombreuses voix s'élèvent contre le fait que certains soldats noirs ont été privés de la Medal of Honor en raison de leur race quand dans le même temps des soldats blancs l'obtenaient pour des actes similaires. Après plusieurs années de combat de la part des familles et d'associations, les droits des soldats afro-américains sont enfin reconnus. Le 13 janvier 1997, John Robert Fox est décoré à titre posthume de la Medal of Honor par le président des États-Unis Bill Clinton qui remet la médaille à sa veuve.

## Décorations
« Pour un héroïsme extraordinaire contre un ennemi armé à proximité de Sommocolonia, en Italie, le 26 décembre 1944, en tant que membre du 366e régiment d'infanterie, 92e division d'infanterie [...]. Les actions braves et courageuses du lieutenant Fox, jusqu'au sacrifice suprême de sa propre vie, ont grandement contribué à retarder l'avance de l'ennemi jusqu'à ce que d'autres unités d'infanterie et d'artillerie puissent se réorganiser pour repousser l'attaque. Ses actions valorisantes extraordinaires étaient conformes aux traditions de service militaire les plus chères, et reflètent le plus grand crédit pour lui, son unité et l'armée des États-Unis. »

— Citation de la Medal of Honor
|  |  |  |
|  |  |  |
|  |  |  |

| Combat Infantryman Badge |                |                |                             |                             |                             |             |             |             |
| Medal of Honor           | Medal of Honor | Medal of Honor | Distinguished Service Cross | Distinguished Service Cross | Distinguished Service Cross | Bronze Star | Bronze Star | Bronze Star |
| Purple Heart             |                |                |                             |                             |                             |             |             |             |

## Hommages
- Des monuments ont été érigés à Sommocolonia sur les lieux du sacrifice de John R. Fox
- En 2005, dans sa série Medal of Honor de sa gamme de figurines G.I. Joe, la société Hasbro a représenté John Fox[4].

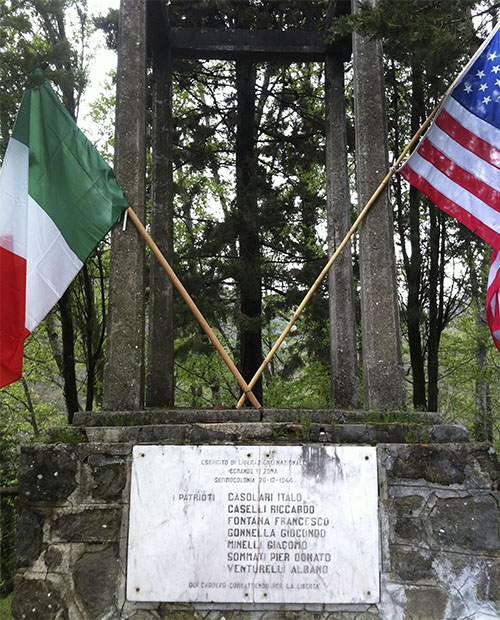
Monument érigé à Sommocolonia en hommage aux soldats morts lors de l'offensive allemande.
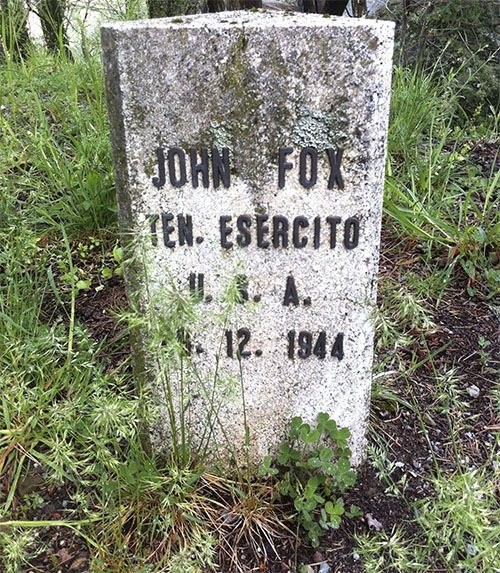
Stèle sur le lieu de la mort de John R. Fox.